# تویوو لوکولا
تویوو لوکولا (فنلاندی: Toivo Loukola؛ ۲ اکتبر ۱۹۰۲ – ۱۰ ژانویه ۱۹۸۴) دونده دو نیمه‌استقامت اهل فنلاند بود.
وی در مسابقات کشوری و بین‌المللی در مجموع برندهٔ ۱ مدال طلا شده‌است.